# Maude Hirst
Maude Hirst (Inglaterra, 6 de febrero de 1988) es una actriz británica, conocida por su papel de Helga en la serie Vikingos entre 2013 y 2017.

## Vida y carrera
Maude Hirst es la hija mayor del productor y escritor Michael Hirst, conocido por la película Elizabeth (1998) y su secuela Elizabeth: The Golden Age (2007), y más recientemente por las series de televisión Los Tudors (2007–2010) y Vikingos (2013-presente) como Helga. Asimismo es hermana de Georgia Hirst que también participa en la serie en el papel de Torvi.
Antes de Vikingos, Maude Hirst también apareció en la serie de televisión Los Tudor en el papel de Kat Ashley entre 2008 y 2010, y en las películas Nuryan (2009) y Cash and Curry (2008).

## Filmografía

### Películas
| Año  | Título         | Papel  | Notas                       |
| ---- | -------------- | ------ | --------------------------- |
| 2016 | The Knock      | Carol  | Cortometraje, posproducción |
| 2009 | Nuryan         | Ellie  | Papel recurrente            |
| 2008 | Cash and Curry | Sophie | Papel recurrente            |

### Televisión
| Año       | Título    | Papel      | Notas                                     |
| --------- | --------- | ---------- | ----------------------------------------- |
| 2013–2017 | Vikingos  | Helga      | Papel recurrente, aparece en 39 episodios |
| 2008–2010 | Los Tudor | Kat Ashley | Papel recurrente, aparece en 9 episodios  |